# Haploniscus helgei
Haploniscus helgei är en kräftdjursart som beskrevs av Wolff 1962. Haploniscus helgei ingår i släktet Haploniscus och familjen Haploniscidae. Inga underarter finns listade i Catalogue of Life.